# Маурісіо Ісла
Маурісіо Ісла (ісп. Mauricio Isla, нар. 12 червня 1988, Сантьяго) — чилійський футболіст, правий фланговий захисник та півзахисник чилійського «Універсіда́д Като́ліка».
Насамперед відомий виступами за клуби «Удінезе», «Ювентус» та «Фенербахче», а також національну збірну Чилі.

## Клубна кар'єра
Вихованець футбольної школи клубу «Універсідад Католіка».
У дорослому футболі дебютував 2007 року виступами за команду клубу «Удінезе», в якій провів п'ять сезонів, взявши участь у 127 матчах чемпіонату. Більшість часу, проведеного у складі «Удінезе», був основним гравцем команди.
До складу клубу «Ювентус» приєднався влітку 2012 року. В офіційних матчах за «стару сеньйору» дебютував 19 вересня того ж року, вийшовши на заміну у грі групового етапу Ліги чемпіонів проти лондонського «Челсі».

## Виступи за збірні
У 2007 році залучався до складу молодіжної збірної Чилі. На молодіжному рівні зіграв у 16 офіційних матчах, забив 2 голи.
В тому ж році дебютував в офіційних матчах у складі національної збірної Чилі. Наразі провів у формі головної команди країни 116 матчів, забивши 4 голи.
У складі збірної був учасником чемпіонату світу 2010 року у ПАР, а також розіграшу Кубка Америки 2011 року в Аргентині.
| Дата       | Місто         | Господарі  | Результат | Гості             | Турнір                          | Голи | Примітки |
| ---------- | ------------- | ---------- | --------- | ----------------- | ------------------------------- | ---- | -------- |
| 07/09/2007 | Відень        | Швейцарія  | 2 – 1     | Чилі              | товариський матч                | -    |          |
| 26/03/2008 | Тель-Авів     | Ізраїль    | 1 – 0     | Чилі              | товариський матч                | -    |          |
| 19/11/2008 | Віла-Реал     | Іспанія    | 3 – 0     | Чилі              | товариський матч                | -    |          |
| 11/02/2009 | Полокване     | ПАР        | 0 – 2     | Чилі              | товариський матч                | -    |          |
| 29/03/2009 | Ліма          | Перу       | 1 – 3     | Чилі              | Відбір до ЧС 2010               | -    |          |
| 01/04/2009 | Сантьяго      | Чилі       | 0 – 0     | Уругвай           | Відбір до ЧС 2010               | -    |          |
| 10/06/2009 | Сантьяго      | Чилі       | 4 – 0     | Болівія           | Відбір до ЧС 2010               | -    |          |
| 12/08/2009 | Брондбю       | Данія      | 1 – 2     | Чилі              | товариський матч                | -    |          |
| 05/09/2009 | Сантьяго      | Чилі       | 2 – 2     | Венесуела         | Відбір до ЧС 2010               | -    |          |
| 09/09/2009 | Салвадор      | Бразилія   | 4 – 2     | Чилі              | Відбір до ЧС 2010               | -    |          |
| 26/05/2010 | Калама        | Чилі       | 3 – 0     | Замбія            | товариський матч                | -    |          |
| 30/05/2010 | Чильян        | Чилі       | 1 – 0     | Північна Ірландія | товариський матч                | -    |          |
| 09/06/2010 | Мбомбела      | Чилі       | 2 – 0     | Нова Зеландія     | товариський матч                | -    |          |
| 16/06/2010 | Мбомбела      | Гондурас   | 0 – 1     | Чилі              | ЧС 2010 - 1-й етап              | -    |          |
| 21/06/2010 | Порт-Елізабет | Чилі       | 1 – 0     | Швейцарія         | ЧС 2010 - 1-й етап              | -    |          |
| 25/06/2010 | Преторія      | Чилі       | 1 – 2     | Іспанія           | ЧС 2010 - 1-й етап              | -    |          |
| 28/06/2010 | Йоганнесбург  | Бразилія   | 3 – 0     | Чилі              | ЧС 2010 - 1/8 фіналу            | -    |          |
| 07/09/2010 | Київ          | Україна    | 2 – 1     | Чилі              | товариський матч                | 1    |          |
| 17/11/2010 | Сантьяго      | Чилі       | 2 – 0     | Уругвай           | товариський матч                | -    |          |
| 26/03/2011 | Лейрія        | Португалія | 1 – 1     | Чилі              | товариський матч                | -    |          |
| 29/03/2011 | Гаага         | Колумбія   | 0 – 2     | Чилі              | товариський матч                | -    |          |
| 20/06/2011 | Сантьяго      | Чилі       | 4 – 0     | Естонія           | товариський матч                | -    |          |
| 04/07/2011 | Сан-Хуан      | Чилі       | 2 – 1     | Мексика           | Копа Америка 2011 - 1-й етап    | -    |          |
| 08/07/2011 | Мендоса       | Уругвай    | 1 – 1     | Чилі              | Копа Америка 2011 - 1-й етап    | -    |          |
| 17/07/2011 | Сан-Хуан      | Чилі       | 1 – 2     | Венесуела         | Копа Америка 2011 - чвертьфінал | -    |          |
| 10/08/2011 | Монпельє      | Франція    | 1 – 1     | Чилі              | товариський матч                | -    |          |
| 02/09/2011 | Санкт-Галлен  | Іспанія    | 3 – 2     | Чилі              | товариський матч                | 1    |          |
| 04/09/2011 | Барселона     | Мексика    | 1 – 0     | Чилі              | товариський матч                | -    |          |
| 07/10/2011 | Буенос-Айрес  | Аргентина  | 4 – 1     | Чилі              | Відбір до ЧС 2014               | -    |          |
| 11/10/2011 | Сантьяго      | Чилі       | 4 – 2     | Перу              | Відбір до ЧС 2014               | -    |          |
| 11/11/2011 | Монтевідео    | Уругвай    | 4 – 0     | Чилі              | Відбір до ЧС 2014               | -    |          |
| 15/11/2011 | Сантьяго      | Чилі       | 2 – 0     | Парагвай          | Відбір до ЧС 2014               | -    |          |
| 11/09/2012 | Сантьяго      | Чилі       | 1 – 3     | Колумбія          | Відбір до ЧС 2014               | -    |          |
| Усього     |               | Матчів     | 33        |                   | Голів                           | 2    |          |

## Досягнення

### Клубні
Ювентус
- Чемпіон Італії (2): 2012/13, 2013/14
- Володар Суперкубка Італії з футболу (3): 2012, 2013, 2015

 Фламенгу
- Чемпіон Бразилії (1): 2020
- Переможець Ліги Каріока (1): 2021
- Володар Суперкубка Бразилії (1): 2021

 Коло-Коло
- Чемпіон Чилі (1): 2024
- Володар Суперкубка Чилі (1): 2024

### Міжнародні
Чилі
- Володар Копа Америка: 2015, 2016